# Мармарика
Мармарика (на старогръцки: ἡ Μαρμαρική, на латински: Marmarica) е историческа област в Северна Африка с приблизителна площ от около 200 000 km², разположена между делтата на Нил (Долен Египет) и Киренайка. На юг е ограничена до условна линия между Авгилския (настоящ Джаву) и Амонския (Сива) оазиси. В миналото е известен също и като Безводна Долна Либия.
Районът се намира на североизточния край на съвременна Либия, и в северозападния край на Египет. Топонимът е в употреба от Късната Античност до наши дни.
В древни времена тази област е била част от Древна Либия, като само западната ѝ част е известна собствено като Мармарика. Понякога тези две зони не са обединени, а са споменават поотделно. Повечето географи приписват цяла Мармарика на Киренайка, макар че в действителност през повечето време територията ѝ е контролирана от Египет или неговите завоеватели.